# Circuit de Wallonie 2016
Il Circuit de Wallonie 2016, cinquantesima edizione della corsa, valido come evento dell'UCI Europe Tour 2016 categoria 1.2, si svolse il 19 giugno 2016 su un percorso di 123 km, con partenza ed arrivo a Mont-sur-Marchienne. Fu vinto dal francese Kevin Laloulette, che terminò la gara in 2h 36' 10" alla media di 47,26 km/h, battendo i belgi Gianni Marchand e Olivier Chevalier, arrivato terzo.
Dei 104 ciclisti alla partenza 81 completarono la gara.

## Squadre partecipanti
| N. | Cod. | Squadra                        |
| -- | ---- | ------------------------------ |
|    | BOC  | Beobank-Corendon               |
|    | CCB  | Color Code-Arden Beef          |
|    | CCD  | Differdange-Losch              |
|    | CIB  | Cibel-Cebon                    |
|    | ERA  | ERA Real Estate-Murprotec      |
|    | MNG  | Marlux-Napoleon Games          |
|    | PCW  | T.Palm-Pôle Continental Wallon |
|    | VER  | Veranclassic-Ago               |

| N. | Cod. | Squadra                          |
| -- | ---- | -------------------------------- |
|    | WBC  | Wallonie Bruxelles-Group Protect |
|    |      | BMC Development Team             |
|    |      | C.C.Nogent-sur-Oise              |
|    |      | EC Raismes Petite-Forêt          |
|    |      | Home Solution-Anmapa-Soenens     |
|    |      | Marco Polo Cycling Team          |
|    |      | Profel United CT                 |

## Ordine d'arrivo (Top 10)
| Pos. | Corridore            | Squadra        | Tempo    |
| ---- | -------------------- | -------------- | -------- |
| 1    | Kevin Laloulette     | Raismes Petite | 4h16'36" |
| 2    | Gianni Marchand      | Cibel–Cebon    | s.t.     |
| 3    | Olivier Chevalier    | Wallonie       | s.t.     |
| 4    | Nathan Van Hooydonck | BMC Develop.   | s.t.     |
| 5    | Tom Thill            | Differdange    | s.t.     |
| 6    | Lawrence Naesen      | Cibel–Cebon    | s.t.     |
| 7    | Grégory Habeaux      | Wallonie       | s.t.     |
| 8    | Julien Mortier       | ColorCode      | s.t.     |
| 9    | Ivan Centrone        | Differdange    | s.t.     |
| 10   | Sébastien Delfosse   | Wallonie       | s.t.     |